# Niżni Łomnicki Przechód
Niżni Łomnicki Przechód (słow. Nižné sedielko pod Lomnickou kopou) – wąska przełęcz w południowo-zachodniej grani Łomnickiej Kopy, będącej odgałęzieniem południowej grani Łomnicy. Jest położonym najniżej z trzech Łomnickich Przechodów (pozostałe to Wyżni Łomnicki Przechód i Pośredni Łomnicki Przechód) i znajduje się u dołu grani, na krańcu 100-metrowego odcinka zbudowanego z wielkich skalnych bloków poprzedzielanych trawnikami.
Przełęcz jest wyłączona z ruchu turystycznego. Najdogodniejsza droga dla taterników prowadzi od południowego wschodu przez Siklawiczny Żleb. Możliwe jest też dojście od strony południowo-zachodniej – z Wielkiego Upłazu i przez Skrajny Capi Żlebek – lub z Doliny Pięciu Stawów Spiskich Drogą doktora Otto.
Pierwsze wejścia:
- letnie – August Otto, przewodnicy Johann Breuer i Jakob Szuranowski, 12 lipca 1904 r.,
- zimowe – Valerian Karoušek i Jaroslav Sláma, 11 kwietnia 1952 r., przy przejściu granią[2].